# Manfredas Ruzgis
Manfredas Ruzgis (5 gennaio 1997) è un calciatore lituano, attaccante del Vora.

## Carriera

### Club
Ha esordito nella stagione 2016-2017 con il Colonia II, squadra militante nella Regionalliga (quarta serie del campionato tedesco).

### Nazionale
Ha giocato nella nazionale lituana Under-21.
Ha esordito con la nazionale lituana l'11 novembre 2016 nella partita Slovacchia-Lituania (4-0) valevole per le qualificazioni ai Mondiali 2018.

## Statistiche

### Cronologia presenze e reti in nazionale
| Cronologia completa delle presenze e delle reti in nazionale ― Lituania | Cronologia completa delle presenze e delle reti in nazionale ― Lituania | Cronologia completa delle presenze e delle reti in nazionale ― Lituania | Cronologia completa delle presenze e delle reti in nazionale ― Lituania | Cronologia completa delle presenze e delle reti in nazionale ― Lituania | Cronologia completa delle presenze e delle reti in nazionale ― Lituania | Cronologia completa delle presenze e delle reti in nazionale ― Lituania | Cronologia completa delle presenze e delle reti in nazionale ― Lituania |
| Data                                                                    | Città                                                                   | In casa                                                                 | Risultato                                                               | Ospiti                                                                  | Competizione                                                            | Reti                                                                    | Note                                                                    |
| ----------------------------------------------------------------------- | ----------------------------------------------------------------------- | ----------------------------------------------------------------------- | ----------------------------------------------------------------------- | ----------------------------------------------------------------------- | ----------------------------------------------------------------------- | ----------------------------------------------------------------------- | ----------------------------------------------------------------------- |
| 11-11-2016                                                              | Bratislava                                                              | Slovacchia                                                              | 4 – 0                                                                   | Lituania                                                                | Qual. Mondiali 2018                                                     | -                                                                       | 87’                                                                     |
| 24-3-2025                                                               | Kaunas                                                                  | Lituania                                                                | 2 – 2                                                                   | Finlandia                                                               | Qual. Mondiali 2026                                                     | -                                                                       | 58’                                                                     |
| 10-6-2025                                                               | Odense                                                                  | Danimarca                                                               | 5 – 0                                                                   | Lituania                                                                | Amichevole                                                              | -                                                                       | 65’                                                                     |
| Totale                                                                  |                                                                         | Presenze                                                                | 3                                                                       |                                                                         | Reti                                                                    | 0                                                                       |                                                                         |

## Palmarès

### Club

#### Competizioni nazionali
- Kategoria e Parë: 1

Vora: 2024-2025